# هنری کیمبال هدلی
هنری کیمبال هدلی (انگلیسی: Henry Kimball Hadley; ۲۰ دسامبر ۱۸۷۱ – ۶ سپتامبر ۱۹۳۷) آهنگساز، و رهبر (موسیقی) اهل ایالات متحده آمریکا بود. وی بین سال‌های ۱۸۹۳ تا ۱۹۳۷ میلادی فعالیت می‌کرد.